# Gorodiszcze (obwód tiumeński)
Gorodiszcze (ros. Городище) – wieś (dieriewnia) w Rosji, w obwodzie tiumeńskim, w rejonie sorokińskim. W 2010 liczyła 144 mieszkańców.